# لماسوریاگاما
لماسوریاگاما (به لاتین: Lemasuriyagama) یک منطقهٔ مسکونی در سری‌لانکا است که در استان مرکزی (سری‌لانکا) واقع شده‌است.